# Michael Finley
Michael Howard Finley (Melrose Park, 6 marzo 1973) è un ex cestista e produttore cinematografico statunitense, professionista nella NBA.

## Carriera

### La scelta di Phoenix e lo scambio a Dallas
Michael Finley va al college a Wisconsin e viene scelto al primo giro del draft NBA 1995 dai Phoenix Suns come 21ª scelta assoluta. Per le aspettative che si hanno su di lui, disputa una prima stagione davvero ottima, con 15 punti di media a partita, finendo terzo per il premio rookie of the year e con l'inclusione nel primo quintetto delle matricole. Esordisce anche nei play-off dove però i Suns perdono in 4 partite dai San Antonio Spurs, anche a causa dei numerosi infortuni che hanno colpito la squadra. A metà della stagione 1996-97 i Suns, nonostante l'ottima prima annata, lo cedono ai Dallas Mavericks insieme a Sam Cassell, per l'opportunità di poter acquistare uno dei migliori playmaker NBA come Jason Kidd.

### Le stagioni a Dallas
Abituato ad una squadra con una mentalità vincente e con ottime possibilità di fare bene nei play-off, Finley si smarrisce un po' a Dallas, squadra perennemente nelle parti basse della classifica della Western Conference. Finley non gioca i play-off per numerosi anni, ma dalla stagione 1997-98 si notano dei cambiamenti, con l'arrivo in panchina di un coach dalla lunga esperienza come Don Nelson, che ama far correre la sua squadra; inoltre la franchigia viene comprata da Mark Cuban, un giovane proprietario che si dimostra eccentrico ma dalla volontà di migliorare la squadra e di spendere senza problemi.
La stagione 1998-99 vede l'arrivo di due giocatori che in quel momento passano sotto silenzio, ma che successivamente diventeranno fondamentali per la squadra, ovvero il tedesco Dirk Nowitzki e il canadese Steve Nash. La sua stagione successiva è stata la migliore a livello individuale: di media ha tenuto 22,3 punti e 6,3 rimbalzi. Lentamente Dallas risale le posizioni della Conference con il gioco brioso e volto quasi esclusivamente all'aspetto offensivo di Nelson. I play-off vengono centrati nella stagione 2000-01 guidati dal terzetto Finley-Nowitzki-Nash, che vengono rinominati Big Three. Nei play-off i Mavericks passano il primo turno battendo gli Utah Jazz in 5 partite e dovendo poi inchinarsi davanti agli Spurs di Tim Duncan. L'anno dopo succede pressappoco la stessa cosa; dopo un buon primo turno in cui a fare le spese dei Mavs sono i Minnesota Timberwolves, Dallas viene eliminata al secondo turno, questa volta dai Sacramento Kings.
I play-off della stagione 2002-03 sono i primi ad avere il primo turno alla meglio delle sette partite; Dallas gioca contro i Portland Trail Blazers e si porta avanti 3-0, risultato che con la vecchia formula l'avrebbe qualificata al secondo turno. Si fa invece rimontare fino al 3-3 e deve vincere gara-7 per passare il turno. Nel secondo turno, sfruttando anche l'infortunio a Chris Webber, battono i Kings in 7 partite. L'accesso alla finale della Conference li vede contrapposti agli Spurs, ma questa volta sono i Mavericks a dover fare i conti con un infortunio. Nowitzki infatti si fa male al ginocchio e Nash e Finley non riescono a trascinare la squadra alla finale NBA, perdendo 4-2.
L'anno dopo è la stagione più buia, i Mavericks vengono eliminati al primo turno dai Kings, e nell'estate 2004 i Big Three vengono divisi, con il ritorno di Nash ai Suns. Inoltre alla metà della stagione successiva vi è l'abbandono di Nelson che viene sostituito da Avery Johnson, coach dalla più spiccata mentalità difensiva. Nei play-off Dallas batte gli Houston Rockets in 7 gare, ma deve poi arrendersi proprio ai Suns di Nash.

### La volontà di vincere il titolo e il successo con gli Spurs

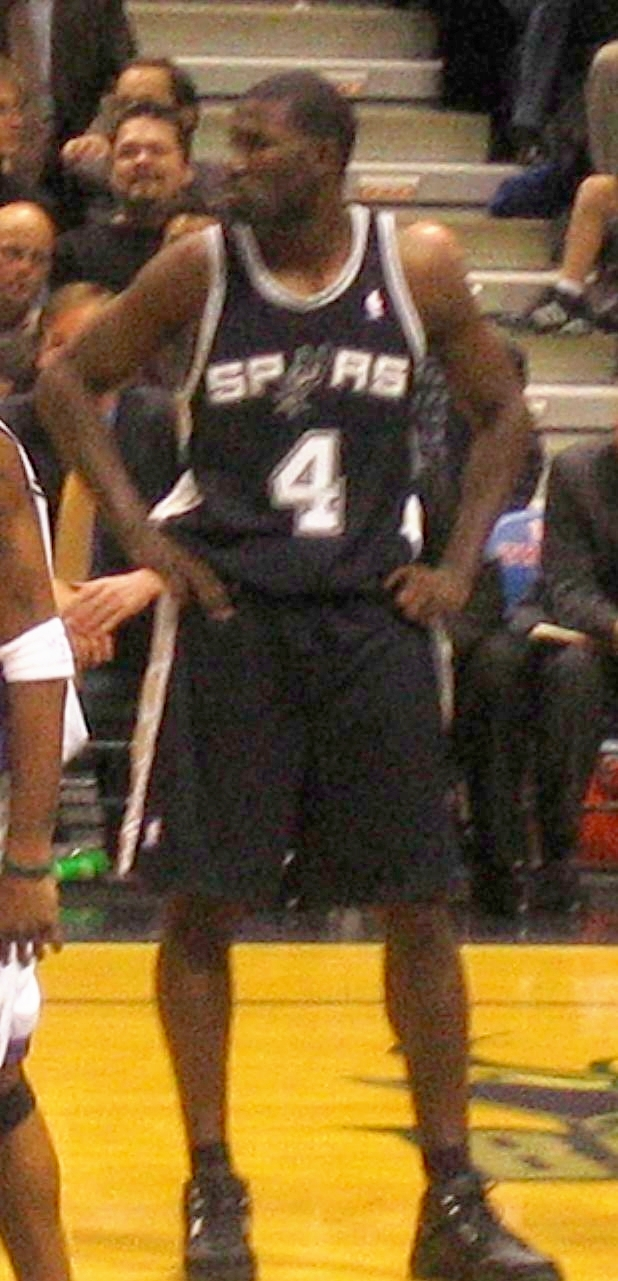
Finley a San Antonio

Finley desidera assolutamente vincere un titolo e date tutte le precoci eliminazioni ai play-off dei Mavericks decide di cambiare squadra. Accetta una cospicua diminuzione dello stipendio e la probabile esclusione dal quintetto base pur di accasarsi nella squadra campione NBA, i San Antonio Spurs nell'estate 2005. La stessa procedura era stata fatta anche da Nick Van Exel e per la stagione 2005-06 gli Spurs vedono in quintetto i soliti Mohammed, Duncan, Bowen, Ginóbili e Parker, e dalla panchina due stelle NBA come Finley e Van Exel. Gli Spurs conseguono il miglior record della Conference e dopo aver eliminato al primo turno i Kings si trovano di fronte proprio i Mavericks, ex squadra di Finley. In una serie emozionantissima e terminata solo dopo un supplementare della settima partita a prevalere sono i Mavericks, che arriveranno in Finale (poi persa contro i Miami Heat, squadra a cui lo stesso Finley fu accostato prima del passaggio agli Spurs).
Nella stagione 2006-07 però riesce finalmente a coronare il suo sogno vincendo l'anello di campione NBA, vincendo la serie finale con uno schiacciante 4-0 sui Cleveland Cavaliers dell'astro nascente LeBron James.
Nei play-off dell'anno successivo, San Antonio cade per mano dei Lakers, ma a 35 anni Finley decide di restare, prolungando il contratto per altre due stagioni.

### Ultimo assalto al titolo
Nell'ultimo anno di contratto, Finley vede diminuire di molto il suo minutaggio, e chiede agli Spurs di lasciarlo libero per tentare di vincere un ultimo titolo in una squadra di alto livello; l'allenatore Gregg Popovich lo accontenta e sottolinea la grande professionalità mostrata dal giocatore in tutta la sua permanenza a San Antonio.
Finley viene tagliato il 1º marzo 2010. Tre giorni dopo, i Boston Celtics annunciano di aver raggiunto un accordo verbale col giocatore, il cui acquisto viene ufficializzato nei giorni successivi. Con bianco-verdi arriva a disputare un'altra finale NBA, persa però contro i Lakers per 4 a 3.

## Statistiche

### College
| Anno      | Squadra           | PG  | PT  | MP   | TC%  | 3P%  | TL%  | RP  | AP  | PRP | SP  | PP   |
| --------- | ----------------- | --- | --- | ---- | ---- | ---- | ---- | --- | --- | --- | --- | ---- |
| 1991-1992 | Wisconsin Badgers | 31  | 28  | 29,7 | 45,3 | 36,1 | 74,2 | 4,9 | 2,7 | 0,9 | 0,8 | 12,3 |
| 1992-1993 | Wisconsin Badgers | 28  | 28  | 35,0 | 46,7 | 36,4 | 77,1 | 5,8 | 3,1 | 1,8 | 0,6 | 22,1 |
| 1993-1994 | Wisconsin Badgers | 29  | 29  | 36,1 | 46,6 | 36,3 | 78,6 | 6,7 | 3,2 | 1,4 | 0,7 | 20,4 |
| 1994-1995 | Wisconsin Badgers | 27  | 27  | 37,0 | 37,9 | 28,4 | 77,3 | 5,2 | 4,0 | 1,9 | 0,6 | 20,5 |
| Carriera  | Carriera          | 115 | 112 | 34,3 | 44,0 | 33,8 | 76,9 | 5,6 | 3,2 | 1,5 | 0,7 | 18,7 |

### NBA

#### Regular season
| Anno       | Squadra           | PG    | PT  | MP   | TC%  | 3P%  | TL%  | RP  | AP  | PRP | SP  | PP   |
| ---------- | ----------------- | ----- | --- | ---- | ---- | ---- | ---- | --- | --- | --- | --- | ---- |
| 1995-1996  | Phoenix Suns      | 82    | 72  | 39,2 | 47,6 | 32,8 | 74,9 | 4,6 | 3,5 | 1,0 | 0,4 | 15,0 |
| 1996-1997  | Phoenix Suns      | 27    | 18  | 29,5 | 47,5 | 25,5 | 81,2 | 4,4 | 2,5 | 0,7 | 0,1 | 13,0 |
| 1996-1997  | Dallas Mavericks  | 56    | 36  | 35,6 | 43,2 | 38,7 | 80,7 | 4,5 | 2,8 | 0,9 | 0,4 | 16,0 |
| 1997-1998  | Dallas Mavericks  | 82    | 82  | 41,4 | 44,9 | 35,7 | 78,4 | 5,3 | 4,9 | 1,6 | 0,4 | 21,5 |
| 1998-1999  | Dallas Mavericks  | 50    | 50  | 41,0 | 44,4 | 33,1 | 82,3 | 5,3 | 4,4 | 1,3 | 0,3 | 20,2 |
| 1999-2000  | Dallas Mavericks  | 82    | 82  | 42,2 | 45,7 | 40,1 | 82,0 | 6,3 | 5,3 | 1,3 | 0,4 | 22,6 |
| 2000-2001  | Dallas Mavericks  | 82    | 82  | 42,0 | 45,8 | 34,6 | 77,5 | 5,2 | 4,4 | 1,4 | 0,4 | 21,5 |
| 2001-2002  | Dallas Mavericks  | 69    | 69  | 39,9 | 46,3 | 33,9 | 83,7 | 5,2 | 3,3 | 0,9 | 0,4 | 20,6 |
| 2002-2003  | Dallas Mavericks  | 69    | 69  | 38,3 | 42,5 | 37,0 | 86,1 | 5,8 | 3,0 | 1,1 | 0,3 | 19,3 |
| 2003-2004  | Dallas Mavericks  | 72    | 72  | 38,6 | 44,3 | 40,5 | 85,0 | 4,5 | 2,9 | 1,2 | 0,5 | 18,6 |
| 2004-2005  | Dallas Mavericks  | 64    | 64  | 36,8 | 42,7 | 40,7 | 83,1 | 4,1 | 2,6 | 0,8 | 0,3 | 15,7 |
| 2005-2006  | San Antonio Spurs | 77    | 18  | 26,5 | 41,2 | 39,4 | 85,2 | 3,2 | 1,5 | 0,5 | 0,1 | 10,1 |
| 2006-2007† | San Antonio Spurs | 82    | 16  | 22,2 | 41,2 | 36,4 | 91,8 | 2,7 | 1,3 | 0,4 | 0,2 | 9,0  |
| 2007-2008  | San Antonio Spurs | 82    | 61  | 26,9 | 41,4 | 37,0 | 80,0 | 3,1 | 1,4 | 0,4 | 0,1 | 10,1 |
| 2008-2009  | San Antonio Spurs | 81    | 77  | 28,8 | 43,7 | 41,1 | 82,3 | 3,3 | 1,4 | 0,5 | 0,2 | 9,7  |
| 2009-2010  | San Antonio Spurs | 25    | 6   | 15,8 | 38,1 | 31,7 | 66,7 | 1,5 | 0,8 | 0,2 | 0,2 | 3,7  |
| 2009-2010  | Boston Celtics    | 21    | 1   | 15,0 | 50,6 | 46,3 | 33,3 | 1,6 | 1,1 | 0,2 | 0,1 | 5,2  |
| Carriera   | Carriera          | 1.103 | 875 | 34,4 | 44,4 | 37,5 | 81,1 | 4,4 | 2,9 | 0,9 | 0,3 | 15,7 |

#### Play-off
| Anno     | Squadra           | PG  | PT | MP   | TC%  | 3P%  | TL%  | RP  | AP  | PRP | SP  | PP   |
| -------- | ----------------- | --- | -- | ---- | ---- | ---- | ---- | --- | --- | --- | --- | ---- |
| 2001     | Dallas Mavericks  | 10  | 10 | 43,4 | 36,0 | 36,2 | 81,8 | 5,3 | 4,4 | 1,2 | 0,2 | 19,7 |
| 2002     | Dallas Mavericks  | 8   | 8  | 46,6 | 46,6 | 37,8 | 90,0 | 6,3 | 2,3 | 1,5 | 0,5 | 24,6 |
| 2003     | Dallas Mavericks  | 20  | 20 | 41,1 | 43,5 | 41,2 | 86,4 | 5,8 | 3,0 | 1,3 | 0,6 | 18,3 |
| 2004     | Dallas Mavericks  | 5   | 5  | 39,2 | 38,2 | 26,9 | 60,0 | 3,2 | 2,6 | 0,8 | 0,6 | 13,0 |
| 2005     | Dallas Mavericks  | 13  | 13 | 37,8 | 42,5 | 39,3 | 88,9 | 4,3 | 2,2 | 1,3 | 0,0 | 13,1 |
| 2006     | San Antonio Spurs | 13  | 4  | 31,9 | 47,6 | 38,3 | 90,0 | 3,8 | 1,4 | 0,6 | 0,2 | 10,5 |
| 2007†    | San Antonio Spurs | 20  | 20 | 26,9 | 41,0 | 41,9 | 89,7 | 2,9 | 1,1 | 0,6 | 0,2 | 11,3 |
| 2008     | San Antonio Spurs | 17  | 11 | 23,0 | 40,2 | 36,5 | 100  | 1,9 | 1,0 | 0,3 | 0,2 | 6,7  |
| 2009     | San Antonio Spurs | 5   | 5  | 28,6 | 44,1 | 46,7 | 75,0 | 3,0 | 1,0 | 0,2 | 0,2 | 8,0  |
| 2010     | Boston Celtics    | 18  | 0  | 6,0  | 25,0 | 27,3 | 100  | 0,6 | 0,2 | 0,2 | 0,0 | 0,8  |
| Carriera | Carriera          | 129 | 96 | 30,3 | 41,8 | 38,8 | 86,6 | 3,5 | 1,8 | 0,8 | 0,2 | 11,8 |

## Palmarès
- Campionato NBA: 1

San Antonio Spurs: 2007
- NBA All-Rookie First Team (1996)
- 2 volte NBA All-Star (2000, 2001)

## Filmografia parziale

### Produttore
- The Butler - Un maggiordomo alla Casa Bianca (The Butler), regia di Lee Daniels (2013)
- The Birth of a Nation - Il risveglio di un popolo (The Birth of a Nation), regia di Nate Parker (2016)

## Curiosità
- I Finley, band pop-punk italiana, devono il loro nome a Michael Finley.[1]